# Bemisia antennata
Bemisia antennata là một loài côn trùng cánh nửa trong họ Aleyrodidae, phân họ Aleyrodinae.
Bemisia antennata được Gameel miêu tả khoa học đầu tiên năm 1968.